# Lil Wyte
Lil Wyte, de son vrai nom Patrick Lanshaw, est un rappeur américain né le 6 octobre 1982 à Memphis (Tennessee).

## Biographie

### Jeunesse et débuts dans le hip-hop
Patrick Lanshaw naît le 6 octobre 1982 à Memphis (Tennessee) et grandit dans le quartier de Frayser. Son pseudonyme Lil Wyte vient de sa petite taille et de sa couleur de peau blanche. Il découvre le hip-hop avec les Geto Boys. À l'âge de douze ans, il devient fan du groupe Three 6 Mafia après avoir écouté un de leurs albums.
À 16 ans, il forme son propre groupe, composé entièrement de personnes blanches, la Shelby Forest Clique,,. Il est aidé par son père pour faire ses propres cassettes de démos. Il abandonne ses études trois fois avant d'obtenir un diplôme.

### Signature avec Hypnotize Minds
DJ Paul et Juicy J découvrent Lil Wyte via sa démo avec la Shelby Forest Clique,. DJ Paul est à la recherche d'un rappeur blanc à signer sur son label, et considère que Lil Wyte est le meilleur rappeur blanc du comté de Shelby. Il décide de le signer sur son label Hypnotize Minds. Peu avant la signature de Lil Wyte sur Hypnotize Minds, la Shelby Forest Clique se dissout.
En 2003, il sort son premier album, Doubt Me Now, sur le label Hypnotize Minds. L'album, sorti sur le label Hypnotize Minds, se vend à près de 200 000 copies. Plusieurs artistes y sont invités, dont Juvenile, Three 6 Mafia et La Chat.

### Passage chez Asylum Records
En 2004, il sort l'album Phinally Famous. Il y invite Frayser Boy et DJ Paul. Pour le Red & Black, les meilleurs morceaux sont ceux en collaboration avec les rappeurs du Hypnotize Camp Posse, mais l'album bénéficie tout de même de morceaux notables en solo. Cependant, le journal déplore des moments clichés et médiocres, notamment au niveau des thèmes évoqués. L'album sort sur Hypnotize Minds et Asylum Records. Il fait des chiffres de vente similaires au précédent.
En 2007, il sort l'album The One and Only. Avec comme premier single I Got Dat Candy, l'album est entièrement produit par Three 6 Mafia et n'accueille comme invités que Project Pat et la Three 6 Mafia. L'album finit à la 46e place du Billboard 200. C'est son plus grand succès commercial.
En 2009, il sort l'album The Bad Influence, produit par DJ Paul et Juicy J. Bien que RapReviews salue le travail effectué sur la production de l'album, le site déplore un manque d'ouverture de soi de la part de Lil Wyte, tout en lui concédant un potentiel. Le site attribue à l'album la note de 6,5/10. Il s'agit du dernier album de Lil Wyte chez Asylum Records.

### Lancement de Wyte Records
En 2011, il fait partie du trio de rappeurs SNO avec Jelly Roll et BPZ. Ils sortent l'album Year Round. Le projet inaugure le label de Lil Wyte, Wyte Records, et sort conjointement sur Hypnotize Minds,. Il vient d'une idée de DJ Paul et Juicy J, et Jelly Roll est recruté au sein du trio par Lil Wyte. Jelly Roll et Lil Wyte sortent ensuite deux autres albums collaboratifs, No Filter en 2013, puis No Filter 2 en 2016.
En 2012, Lil Wyte sort l'album Still Doubted? En 2014, il sort un album collaboratif avec Frayser Boy, B.A.R. (Bay Area Representatives), et sort également son sixième album solo, No Sick Days.
En 2016, il sort le sixième opus de sa série de mixtapes « Wyte Christmas », Wyte Christmas 6, avec DJ Ritz.

## Style
Lil Wyte est reconnu pour son style vocal, et pour son flow rapide,. Il est également connu pour faire des chansons dans le style crunk,. Le site DJBooth qualifie son style de « sincère et fait pour les boîtes de nuit ». Creative Loafing Tampa Bay juge qu'il a un flow « calculé » et un style vocal « agressif et rude ». Le journal note également qu'il a pour thème régulier la consommation de cannabis. Pour TheDaily-Life.com, son style de rimes est complexe.

## Vie privée
En 2018, il se marie à une barmaid, Nicole.

## Affaires judiciaires
Le 26 juillet 2012, après plusieurs années de cavale, il est arrêté pour des faits de conduite sous influence et possession de stupéfiants remontant à 2009. Il est incarcéré à la Montgomery County Jail, puis est libéré sous une caution de 1 500 $,.
En novembre 2015, il est recherché par la police pour un délit de vol de propriété de classe C, après avoir gardé deux mois un véhicule qu'il avait loué pour un jour.
Le 14 août 2016, il est arrêté pour conduite sous influence.